# 三淵震三郎
三淵震三郎（みぶち しんざぶろう、1911年4月11日 - 1989年3月20日）は、日本の保険事業家。三淵忠彦の三男。

## 略歴
1911年（明治44年）4月11日、元判事で元慶應大学講師、住友信託社員の父三淵忠彦と、母登喜の三男として、福島県に生まれる。
1935年（昭和10年）、早稲田大学法学部（ドイツ法）卒業。兄の三淵乾太郎は判事となっていた。
1941年（昭和16年）、大東京火災海上保険（現あいおいニッセイ同和損害保険）に入社し、1943年には徴収課主任。のち、常務を務めた。
妹の多摩は法学博士で大審院検事石渡敏一子息の石渡慎五郎（東京火災保険社員）と結婚した。
自動車保険料率算定会（自算会）の常務を務めた。
1989年3月20日、心不全により神奈川県の自宅で死去。77歳没。葬儀は雪の下教会で行われた。

## 家族
- 父親の三淵忠彦（元裁判官、慶応大学講師、三井信託社員）は、震三郎が反町茂作三女と結婚したのちの1948年、初代最高裁判所長官となった。

系図
- 萱野長裕 ‐ 曽祖父・会津藩家老。
- 井上ツナ -  長裕妻。
  - 萱野長修 - 会津藩家老。大伯父にあたる。戊辰戦争首謀者のうちの生存者として、1869年長崎裁判所から家名断絶と切腹を命じられる[注釈 1]。一刀流溝口派の相伝者。
  - 　　　　　-  長修妻[注釈 2]。
  - 萱野長正 ‐ 改姓し、郡長正。
  - 萱野寛四郎 ‐ 改姓し郡寛四郎。1872年（14歳）から書生として元幕臣軍艦役並の石渡栄次郎（石渡敏一父）宅に寄宿し、日本郵船外国航路船長となる[注釈 3]。
  - 石渡登美 - 寛四郎妻。石渡敏一の妹。
    - 郡虎彦 ‐ 養子。石渡登美姉の錫と鈴木耕水の六男。

  - 三淵隆衡 - 祖父・会津藩士。旧名・安之助。家名が断絶させられたため三淵を名乗る[4]。明治維新後は官吏となり、牛込区長などを務めた[5]。
  - 佐野登喜(-1902) - 祖母。佐野貞次郎長女[6]。
    - 三淵御野子 - 叔母。堀維孝の妻[7]
    - 三淵忠彦 - 父。
    - 小泉久子 - 忠彦前妻。宮城控訴院判事・小泉忠武の長女[6]。3男1女を生む。
      - 三淵乾太郎 ‐ 長男。1931年司法省入省。
      - 三淵章次郎 ‐ 二男。慶應義塾大学経済学部卒業。福島の萱野家を継ぎ、再興。戦後、千代田生命保険社長（1974年 - 1978年）。
      - 三淵震三郎 ‐ 三男。早稲田大学法学部卒業。1941年より大東京火災海上保険。
      - 反町たい - 震三郎妻。大東京火災海上保険の創業者反町茂作の三女。[8]
      - 三淵多摩 - 長女。戦後の日本開発銀行監事・石渡慎五郎の妻。

    - 白鳥静 - 忠彦後妻。北海道。兄の白鳥尭助は日本銀行を経て、1913年ブラジルに渡り、1930年より海外興業会社のサンパウロ支店長。[9][10]
      - 三淵粲四郎 ‐ 四男。戦時中に病死[6]。